# Slobodan Kačar
Slobodan Kačar (serbisch-kyrillisch Слободан Качар; * 15. September 1957 in Jajce, Bosnien und Herzegowina, Jugoslawien) ist ein ehemaliger jugoslawischer Boxer serbischer Nationalität. Er war von Dezember 1985 bis September 1986 Weltmeister der IBF im Halbschwergewicht. Bei den Amateuren gewann er unter anderem die Goldmedaille im Halbschwergewicht bei den Olympischen Spielen 1980 in Moskau.
Er ist der jüngere Bruder des Boxers Tadija Kačar, der unter anderem die Silbermedaille im Halbmittelgewicht bei den Olympischen Spielen 1976 in Montreal gewann.

## Amateurkarriere
Kačar begann 1967 beim Boxclub Vojvodina Novi Sad mit dem Boxtraining und wurde in das jugoslawische Nationalteam aufgenommen, wo er unter anderem von Bruno Hrastinski und Lah Nimani trainiert wurde. Er war 1974 Jugoslawischer Juniorenmeister im Leichtgewicht, 1977 und 1978 Jugoslawischer Meister im Mittelgewicht sowie 1980 Jugoslawischer Meister im Halbschwergewicht. Darüber hinaus gewann er im Halbmittelgewicht die Balkanmeisterschaft (U20) 1976 in Brăila, sowie im Mittelgewicht die Balkanmeisterschaft 1977 in Bursa und im Halbschwergewicht die Balkanmeisterschaft 1979 in Tulcea. 1979 gewann er im Halbschwergewicht auch die Mittelmeerspiele in Split.
Bei der Europameisterschaft 1977 in Halle (Saale) schied er im Viertelfinale des Mittelgewichts aus, gewann jedoch in dieser Gewichtsklasse eine Bronzemedaille bei der Weltmeisterschaft 1978 in Belgrad nach einer Niederlage im Halbfinale gegen José Gómez.
Sein größter Erfolg war der Gewinn der Goldmedaille im Halbschwergewicht bei den Olympischen Spielen 1980 in Moskau, nachdem er jeweils Michael Nassoro, Dawit Kwatschadse, Herbert Bauch und Paweł Skrzecz besiegt hatte.

## Profikarriere
Kačar begann seine Profikarriere 1983 beim italienischen Manager Rudolph Sabatini und wurde vom US-Amerikaner Angelo Dundee trainiert. Nach 20 Siegen in Folge, 12 davon vorzeitig, boxte er am 21. Dezember 1985 in Pesaro um den vakanten IBF-Weltmeistertitel im Halbschwergewicht und siegte nach Punkten gegen den US-Amerikaner Eddie Muhammad.
Den Gürtel verlor er dann in seiner ersten Titelverteidigung am 6. September 1986 in Las Vegas durch TKO in Runde 5 an den US-Amerikaner Bobby Czyz. Nach zwei weiteren Kämpfen beendete er seine Karriere 1987.

## Privates
Kačar ist im bosnischen Jajce geboren, wuchs jedoch ab 1971 im serbischen Veternik auf und besuchte die Schule in Futog. Während sein Bruder Sreten den Anwaltsberuf erlernte, wurde sein Bruder Tadija ebenfalls ein erfolgreicher Boxer. Nach Beendigung seiner Boxkarriere lebte Kačar zwei Jahrzehnte in den Vereinigten Staaten und arbeitete als Sportlehrer in Florida sowie als Trainer im Boxlager von Angelo Dundee. Nach seiner Rückkehr in sein Heimatland eröffnete er ein Werk zur Herstellung von Kartonverpackungen und war von 2004 bis 2009 auch Präsident des Boxverbandes von Serbien und Montenegro bzw. dem Nachfolgestaat Serbien. Er war außerdem Mitglied des Exekutivkomitees des europäischen Boxverbandes EUBC. Er ist verheiratet, Vater von zwei Töchtern (Stand: 2023) und Onkel des ehemaligen Fußballspielers Gojko Kačar.